# Tailevu
Tailevu ist eine der vierzehn fidschianischen Provinzen (yasana) und eine der acht Provinzen auf der Insel Viti Levu. Sie liegt an der Südostküste der Insel und umfasst 755 km². 2017 wurden 64.552 Einwohner gezählt, die Provinz ist in Bezug auf die Bevölkerung die fünft-größte. Der Hauptort ist Nausori mit einer Einwohnerschaft von 21.645 (1996).

## Geographie

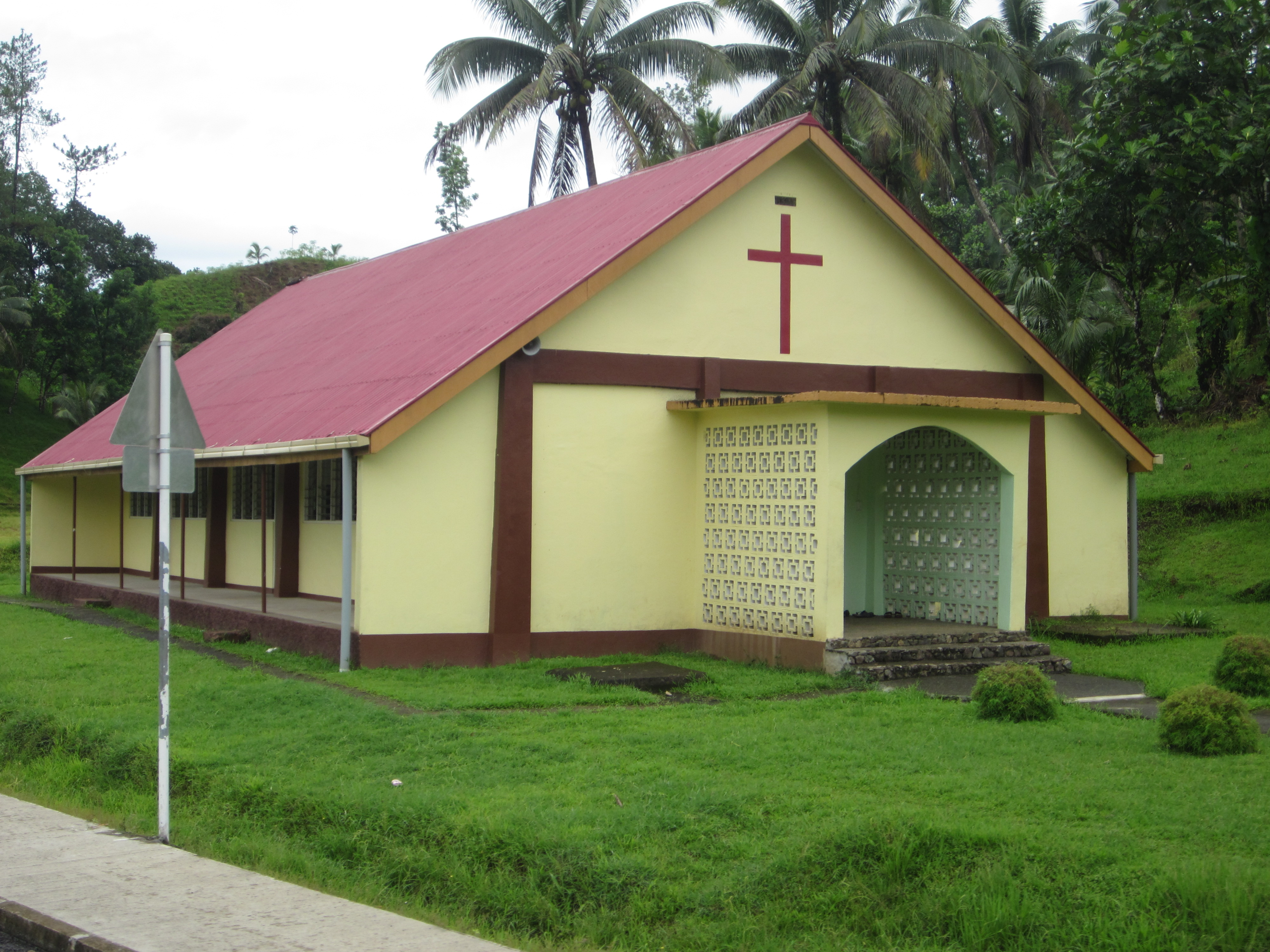
Dorfkirche im Wainibuka District, Tailevu, Fidschi.

Die Provinz ist aufgeteilt in die Distrikte (tikina) Bau, Nakelo, Verata, Wainibuka und Sawakasa.
Die Einzelnen Orte sind durch die Küstenstraße miteinander verbunden und von Korovou und Nausori führen Straßen auch durch das Landesinnere nach Naqali, Laselevu, Nayavu und Barotu im Westen.

## Geschichte
Der District Bau umfasst die Insel Bau, auf der sich der Sitz der Kubuna Confederacy befindet, einer der drei traditionellen Häuptlingsschaften (Ratu) von Fidschi. Kubunas Oberhäuptling, der so genannte Vunivalu von Bau, wird als ranghöchster Häuptling angesehen. Zu den Titelinhabern gehörte unter anderen Seru Epenisa Cakobau, der erstmals die Stämme der Fidschi-Inseln zu einer Nation vereinigte und der das Kingdom of Viti begründete. Er ließ sich 1871 zum König krönen, bevor er die Inseln 1874 an das Britische Weltreich abtrat. Der letzte Titelinhaber war Ratu Sir George Cakobau, der von 1973 bis 1983 auch Governor-General of Fiji war. Seit Cakobaus Tod 1989 ist das Amt des Vunivalu vakant aufgrund von Unstimmigkeiten zur Nachfolgeregelung. Unter den Clans von Bau laufen Diskussionen um einen Nachfolger zu finden. Cakobaus Sohn, Ratu George Cakobau, Jr. gilt dabei als möglicher Kandidat.

## Persönlichkeiten
- George Speight, Unternehmer und Verschwörer des Staatsstreichs in Fidschi 2000
- Ratu Jope Seniloli, ehemaliger Vizepräsident von Fidschi (Rücktritt 2004)